# Ivan Jurij Ferlinz
Ivan Jurij Ferlinz, mariborski župan (Bürgermeister).

## Županovanje
Izvoljen je bil leta 1802. 
Prva nočna svetilka v Mariboru je leta 1805 ali 1806 zagorela pred vhodom v kresijo. 
V njegovem mandatu je mesto zaradi vojn in francoskih zasedb (1804 in 1810) doživljalo hude čase. Magistrat težkih razmer ni mogel obvladovati. Župan je bil po nekaterih navedbah odpuščen, po drugih pa je leta 1810 odstopil. 